# NFTVM
VERS, voorheen de Vereniging van Nieuwe Film- en Televisiemakers (afgekort tot: NFTVM) is in de zomer van 1996 opgericht door enkele jonge film- en televisiemakers, die werkzaam zijn in uiteenlopende disciplines van de Nederlandse film- en televisie-industrie. De doelstelling van de vereniging is om nieuwe film- en televisiemakers met elkaar en met de zogenaamde gevestigde orde in contact te laten komen. Daarnaast worden leden geïnformeerd over verschillende film- en televisiezaken. Tevens wordt met enige regelmaat de VERS Award uitgereikt aan veelbelovend nieuw talent. De beroepsorganisatie vierde in 2011 haar vijftienjarig bestaan, na een periode van sterke groei. Maandelijks worden er avonden georganiseerd waar leden elkaar ontmoeten voor discussies over film en televisie. Verder is de vereniging vooral bekend van haar – ook door amateurfilmers en beginnende filmmakers veel gebruikte – digitale prikbord en van de Dag van het tv-idee.

## VERS Awards
Jaarlijks organiseert VERS een Vers Awards-avond met vertoningen van nieuwe films van nieuwe makers. Een jury van film- en televisieprofessionals reikt de VERS-juryprijs uit aan veelbelovend talent, nieuwe makers waarvan ze in de toekomst veel verwachten. Daarnaast is er een publieksprijs. De Vers-avond wordt traditiegetrouw gehouden in Het Ketelhuis in Amsterdam. Eerdere juryleden waren onder anderen Jolein Laarman (scenarist & production designer), Martin Koolhoven (scenarist/regisseur), Marcel Musters (acteur), Sandor Soeteman (editor) en Joost de Vries (producent).    
Winnaars
- VERS X : Jacco's film – Daan Bakker (juryprijs), Jacco's film – Daan Bakker (publieksprijs)
- VERS IX : Met handen en voeten – Vincent van Zelm (juryprijs), Geboren en getogen – Eelco Ferwerda (publieksprijs)
- VERS VIII : Impasse – Bram Schouw (juryprijs), Hoe krijg je eigenlijk een lintje? – Nadav Vissel (publieksprijs)
- VERS VII : My dear grandmother – Martha Abad Blay (juryprijs), Ode Ober – Hiba Vink (publieksprijs)
- VERS VI : Barbazan – Balder Westein, De kleine kraai met de blote billen – Raimke Groothuizen
- VERS V  : Wladimir – Jim Taihuttu (juryprijs), Chainaka – Victor Vroegindeweij (publieksprijs)
- VERS IV : Bijna blind – Willem Baptist (juryprijs), Jef. – Maurice Trouwborst (publieksprijs)
- VERS III: De overkant – Iván López Núñez (juryprijs), Asef – Martin Putto (publieksprijs)
- VERS II : NAT – Iván López Núñez (juryprijs), Daarom – Jocelyn Herrewijn (publieksprijs)